# Empan

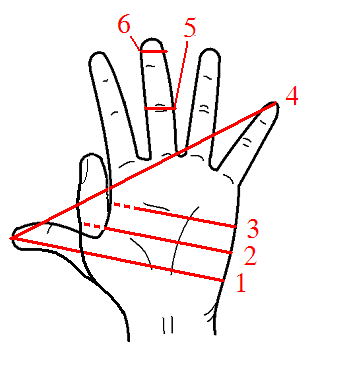
Quelques unités de longueur basées sur la main humaine, le demi Pes manualis ou pied manuel (1), la Main (2), le Palme (3), lEmpan (4), le Doigt (5), le Digit (6)

Pour les articles homonymes, voir Empan (homonymie).
L'empan est une unité de longueur ancienne. Elle a comme base la largeur d'une main ouverte, du bout du pouce jusqu'au bout du petit doigt, soit environ 20 cm. Le mot provient du francique spanna désignant cet intervalle.

## Description
Cet empan naturel (en grec lichas) est défini comme 10 doigts ou 7 ½ pouces (= 90 lignes). Ou bien, plus généralement, ce sont les deux tiers du pied, soit 10 ⅔ doigts ou 8 pouces (= 96 lignes).
Dans le système très particulier des bâtisseurs des cathédrales du Moyen Âge, l’empan fait exactement 89 lignes du roi.
La main est une mesure de quantité ou une unité de longueur analogue, notamment dans ce dernier cas anglo-saxonne (hand), qui n'appartient pas au Système international d'unités.
Compte tenu des évolutions morphologiques intervenues depuis la définition de l'unité, un empan mesurée sur une main actuellement est compris entre 22 et 24 cm.

## En science cognitives
Par analogie, en sciences cognitives, l'empan est la quantité, limitée, d'informations (mots, chiffres etc.) qui peut être stockée dans la mémoire à court terme ou la mémoire de travail. 
Sa valeur est estimée par le psychologue américain George Armitage Miller à 7 items environ.
Selon Ehrlich & Delafoy (1990), globalement, « les recherches s'accordent à constater que la capacité fonctionnelle de la mémoire de travail, mesurée par l'empan de lecture, est en corrélation avec les performances de compréhension ».